# Вербовий (острів)
Острів Вербовий являє собою маленький піщаний алювіальний острів поблизу північного узбережжя затоки Собаче Гирло на Оболонській заплаві в межах Оболонського району м. Києва. Його площа 0,59 га, географічні координати: 50.528859, 30.521663.

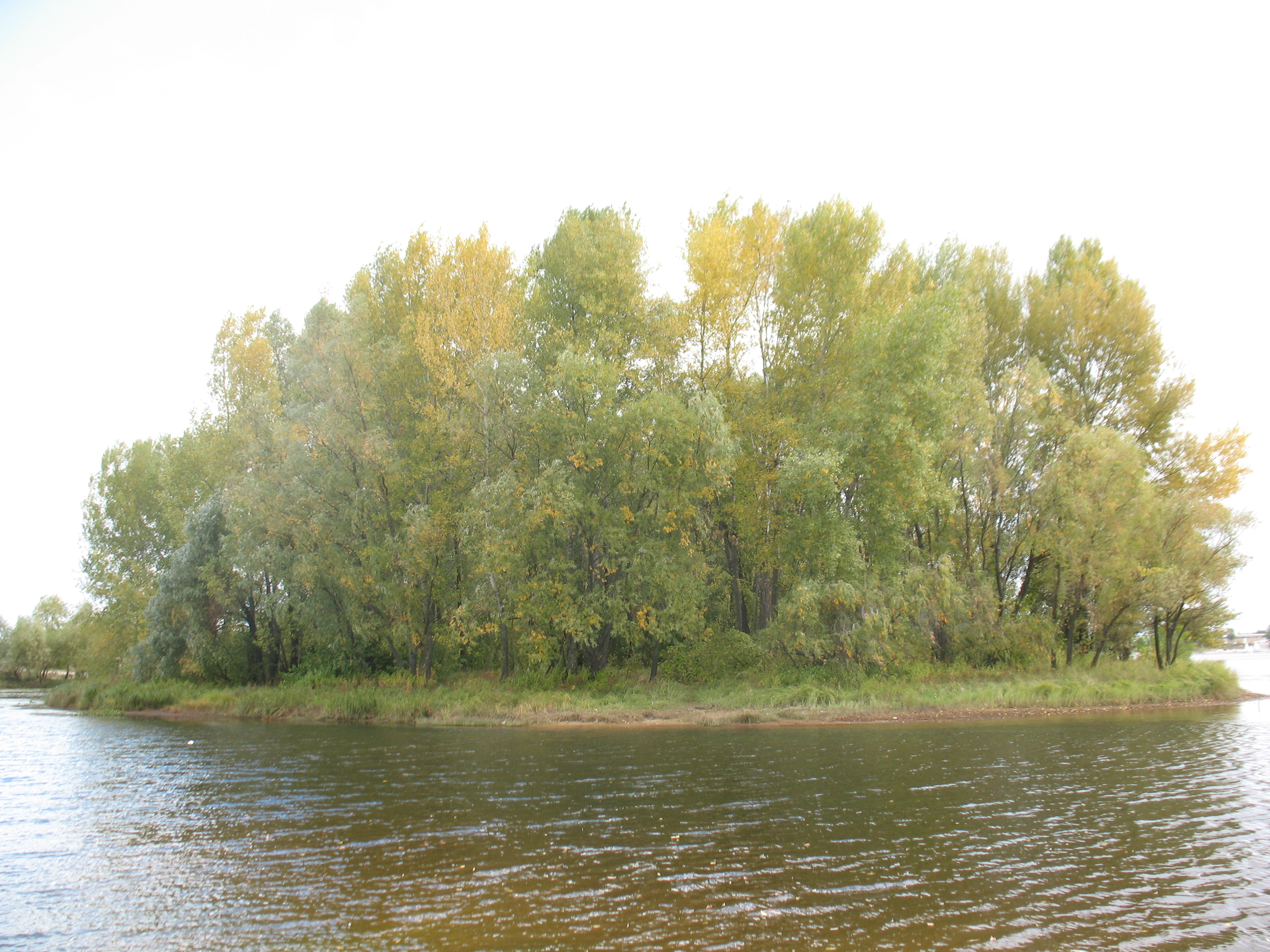
Острів Вербовий у Києві. Фото 2011 р.

## Формування
Острів Тополевий являє собою фрагмент північно-західного кутка колишнього великого заплавного острова Чичин. На мапі 1914 р. можна побачити цей острів, що знаходиться на місці сучасної затоки та сучасну косу, а також побачити рештки протоки, яка відділяла косу з півночі та сходу від материкового правого берега. Дана протока на мапі підписана як протока Собаче Горло. Вона і дала назву майбутній затоці, яка утворилася шляхом забору ґрунту острова Чичин. Все що лишилося наразі від острова це його фрагмент сучасний острів Вербовий та фрагмент реліктової протоки, яка відділяла колишній Чичин від решти правобережної заплави. На лоції 1982 р. острів ще виглядає як півострів, на північ від нього знаходяться рештки реліктової протоки (сучасні географічні координати протоки: 50.530630, 30.524198). В подальшому острів Вербовий відділився від суходолу і наразі являє собою цінний природний куточок, що репрезентує стан заплави до потужної антропогенної трансформації Оболоні.

## Природна цінність
Головна цінність острова та прилеглої до нього протоки полягає в тому, що вони становлять залишки (релікти) вихідної топографічної ситуації на київській Оболоні.

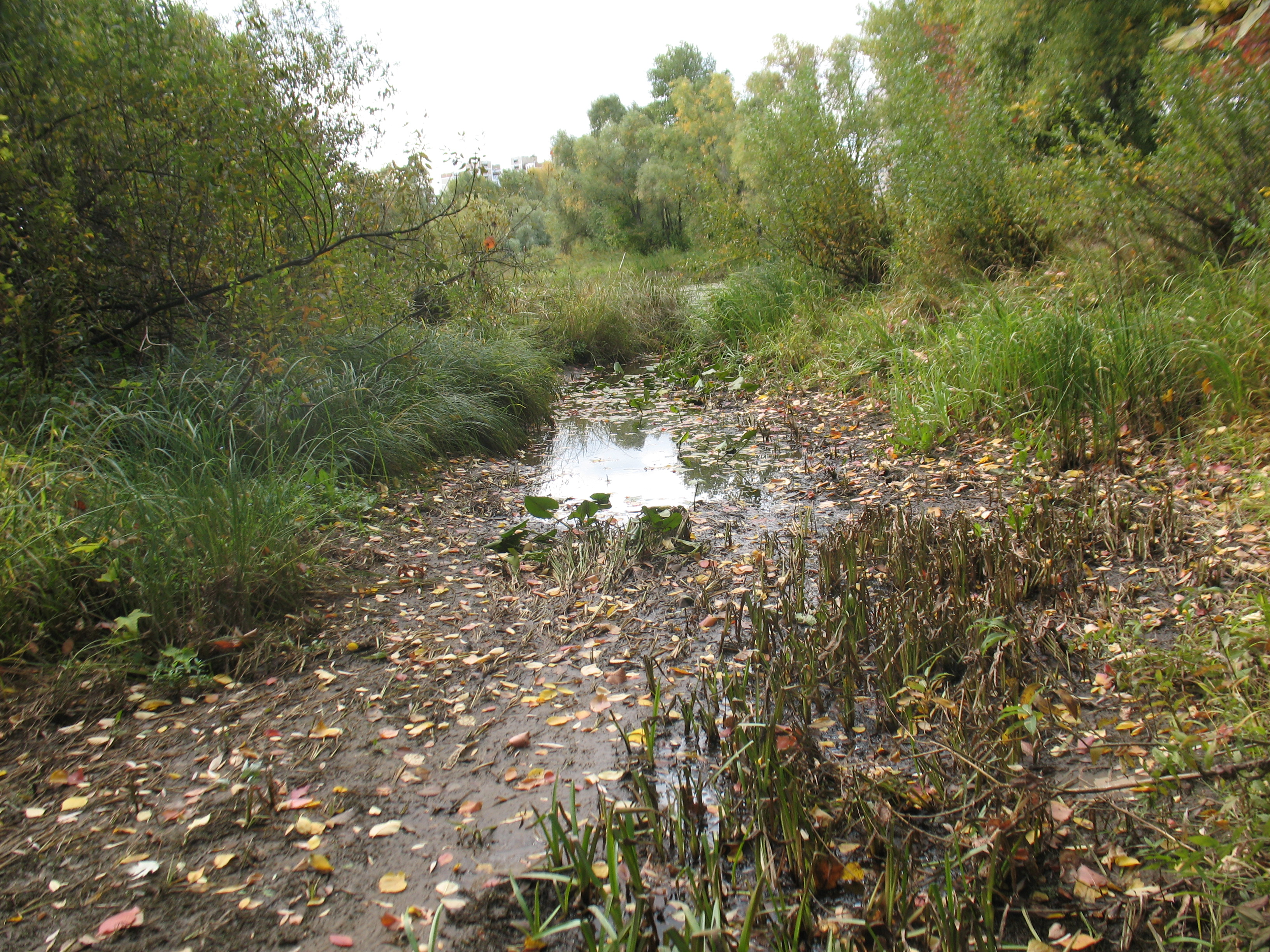
Залишки реліктової протоки на північ від острова Вербовий. Ця протока відділяла колишній острів Чичин від правобережної заплави Оболоні. Фото 2011 р.

Острів Вербовий являє маленький піщаний острів майже суцільно вкритий заплавним лісом з тополі чорної (Populus nigra) та верби білої (Salix alba).

## Загрози
Неконтрольована рекреація, проведення масових заходів, засмічування.

## Охорона
Острів Тополевий увійшов під номером 30 до зони регульованої рекреації регіонального ландшафтного парку "Дніпровські острови". В 2022 р. острів, з фрагментом затоки та реліктовою протокою увійшов до ландшафтного заказника місцевого значення «Затока Наталка». 
В перспективі острів має увійти до заповідної зони проектованого Національного природного парку "Дніпровські острови".